# Roger Huraux
Roger Huraux, né le 20 décembre 1922 dans le 15e arrondissement de Paris et mort le 24 février 2017 à Garches,, est un coureur cycliste français.

## Biographie
Roger Huraux a porté les couleurs de l'AC Boulogne-Billancourt. Il a aussi été licencié à la Jeunesse Populaire et Sportive de Paris 9e. Durant cette période, il remporte diverses courses comme Paris-Mantes, le championnat de France des sociétés, Paris-Rouen ou le championnat d'Île-de-France. Il représente également à deux reprises la France aux championnats du monde amateurs. Sur piste, il devient champion de France de poursuite par équipes  en 1946, aux côtés de Jean Guéguen, Dominique Forlini et Roger Rioland. 
Après ses performances, il passe professionnel en 1951 au sein de l'équipe Colomb-Dunlop-Manera. Cette expérience ne dure qu'une saison. Il participe à Paris-Nice et au Critérium national, sans toutefois obtenir de résultats notables.

## Palmarès
- 1942
  - Critérium de France des sociétés (zone occupée)
- 1946
  -  Champion de France de poursuite par équipes
  - Grand Prix de Saint-Denis
  - 3e du Grand Prix de Boulogne-Billancourt
- 1947
  - 2e du Grand Prix d'Annemasse
  - 2e du championnat de France des sociétés
  - 3e du championnat d'Île-de-France sur route
  - 3e du Circuit de Boulogne
- 1948
  - Champion d'Île-de-France sur route
  - Paris-Mantes
  - 3e étape du Tour du Luxembourg amateurs
  - 3e du Grand Prix du CV 19e
- 1949
  - Grand Prix de Boulogne-Billancourt
  - 2e du championnat de France sur route amateurs
  - 3e de Paris-Beaugency
- 1950
  -  Champion de France des sociétés
  - Paris-Rouen
  - Paris-La Ferté-Saint-Aubin
  - Paris-Chartres